# Rafael Schmitz
Rafael Schmitz, mais conhecido como Rafael (Blumenau, 17 de dezembro de 1980) é um ex-futebolista brasileiro que atuava como zagueiro. Atualmente é supervisor de futebol do Metropolitano.

## Títulos
Lille
- Copa Intertoto: 2004

Metropolitano
- Campeonato Catarinense - Série B: 2018

SERAFIM
Campeonato Várzea Luizalvense 1º Divisão 2024.